# Killing Eve/Episodenliste

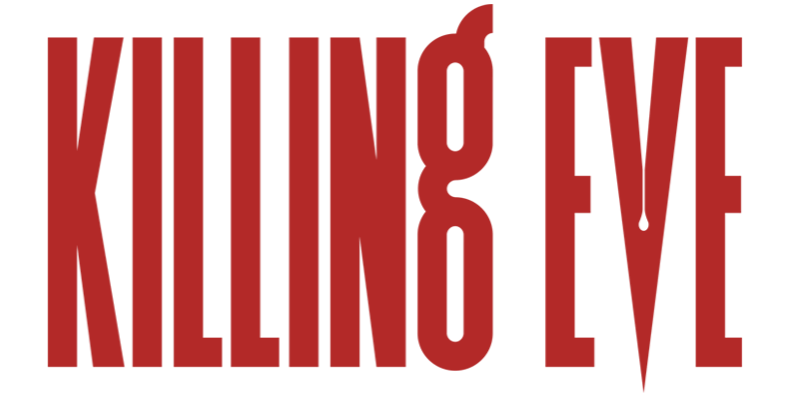
Logo zur Serie

Diese Episodenliste enthält alle Episoden der US-amerikanischen Dramaserie Killing Eve, sortiert nach der US-amerikanischen Erstausstrahlung. Die Fernsehserie umfasst insgesamt vier Staffeln mit 32 Episoden.

## Übersicht
| Staffel | Episodenanzahl | Erstausstrahlung USA | Erstausstrahlung USA | Deutschsprachige Erstausstrahlung | Deutschsprachige Erstausstrahlung |
| Staffel | Episodenanzahl | Premiere             | Finale               | Premiere                          | Finale                            |
| ------- | -------------- | -------------------- | -------------------- | --------------------------------- | --------------------------------- |
| 1       | 8              | 8. April 2018        | 27. Mai 2018         | 22. Februar 2019                  | 22. Februar 2019                  |
| 2       | 8              | 7. April 2019        | 26. Mai 2019         | 26. Juli 2019                     | 26. Juli 2019                     |
| 3       | 8              | 12. April 2020       | 31. Mai 2020         | 24. April 2020                    | 12. Juni 2020                     |
| 4       | 8              | 27. Februar 2022     | 10. April 2022       | 28. März 2022                     | 25. April 2022                    |

## Staffel 1
Die Erstausstrahlung der ersten Staffel fand vom 8. April bis 27. Mai 2018 auf dem US-amerikanischen Sender BBC America statt. Die deutschsprachige Erstausstrahlung wurde am 22. Februar 2019 auf Starzplay per Stream veröffentlicht.
| Nr. (ges.) | Nr. (St.) | Deutscher Titel                       | Originaltitel                  | Erstausstrahlung USA | Deutschsprachige Erstveröffentlichung (D/A/CH) | Regie          | Drehbuch             |
| ---------- | --------- | ------------------------------------- | ------------------------------ | -------------------- | ---------------------------------------------- | -------------- | -------------------- |
| 1          | 1         | Nettes Gesicht                        | Nice Face                      | 8. Apr. 2018         | 22. Feb. 2019                                  | Harry Bradbeer | Phoebe Waller-Bridge |
| 2          | 2         | Ihn werde ich später los              | I’ll Deal With Him Later       | 15. Apr. 2018        | 22. Feb. 2019                                  | Harry Bradbeer | Phoebe Waller-Bridge |
| 3          | 3         | Ich kenn’ Sie doch                    | Don’t I Know You?              | 22. Apr. 2018        | 22. Feb. 2019                                  | Jon East       | Vicky Jones          |
| 4          | 4         | Sorry, Baby                           | Sorry Baby                     | 29. Apr. 2018        | 22. Feb. 2019                                  | Jon East       | George Kay           |
| 5          | 5         | Ich habe eine Vorliebe für Badezimmer | I Have a Thing About Bathrooms | 6. Mai 2018          | 22. Feb. 2019                                  | Jon East       | Phoebe Waller-Bridge |
| 6          | 6         | Steckt mich ins Loch!                 | Take Me to the Hole!           | 13. Mai 2018         | 22. Feb. 2019                                  | Damon Thomas   | George Kay           |
| 7          | 7         | Ich will nicht frei sein              | I Don’t Want to Be Free        | 20. Mai 2018         | 22. Feb. 2019                                  | Damon Thomas   | Rob Williams         |
| 8          | 8         | Gott, bin ich müde                    | God, I’m Tired                 | 27. Mai 2018         | 22. Feb. 2019                                  | Damon Thomas   | Phoebe Waller-Bridge |

## Staffel 2
Die Erstausstrahlung der zweiten Staffel war zwischen dem 7. April und dem 26. Mai 2019 auf dem US-amerikanischen Sender BBC America zu sehen. Die deutschsprachige Erstausstrahlung wurde am 26. Juli 2019 auf Starzplay per Stream veröffentlicht.
| Nr. (ges.) | Nr. (St.) | Deutscher Titel                 | Originaltitel                         | Erstausstrahlung USA | Deutschsprachige Erstveröffentlichung (D/A/CH) | Regie               | Drehbuch                                      |
| ---------- | --------- | ------------------------------- | ------------------------------------- | -------------------- | ---------------------------------------------- | ------------------- | --------------------------------------------- |
| 9          | 1         | Ich hab’ sie vielleicht getötet | Do You Know How to Dispose of a Body? | 7. Apr. 2019         | 26. Juli 2019                                  | Damon Thomas        | Emerald Fennell                               |
| 10         | 2         | Das ist es, was du kriegst      | Nice and Neat                         | 14. Apr. 2019        | 26. Juli 2019                                  | Damon Thomas        | Emerald Fennell                               |
| 11         | 3         | Ein neuer Gast                  | The Hungry Caterpillar                | 21. Apr. 2019        | 26. Juli 2019                                  | Lisa Brühlmann      | Emerald Fennell, Henrietta & Jessica Ashworth |
| 12         | 4         | Post aus Amsterdam              | Desperate Times                       | 28. Apr. 2019        | 26. Juli 2019                                  | Lisa Brühlmann      | Emerald Fennell & D.C. Moore                  |
| 13         | 5         | In Trauer                       | Smell Ya Later                        | 5. Mai 2019          | 26. Juli 2019                                  | Francesca Gregorini | Freddy Syborn                                 |
| 14         | 6         | Ich soll also niemanden töten?  | I Hope You Like Missionary!           | 12. Mai 2019         | 26. Juli 2019                                  | Francesca Gregorini | Jeremy Dyson                                  |
| 15         | 7         | Das perfekte Paar               | Wide Awake                            | 19. Mai 2019         | 26. Juli 2019                                  | Damon Thomas        | Emerald Fennell                               |
| 16         | 8         | Gemeinsam auf der Flucht        | You’re Mine                           | 26. Mai 2019         | 26. Juli 2019                                  | Damon Thomas        | Emerald Fennell                               |

## Staffel 3
Die Erstausstrahlung der dritten Staffel war zwischen dem 12. April und dem 31. Mai 2020 auf dem US-amerikanischen Sender BBC America zu sehen. Die deutschsprachige Erstausstrahlung wurde zwischen dem 24. April und dem 12. Juni 2020 auf Starzplay per Stream veröffentlicht.
| Nr. (ges.) | Nr. (St.) | Deutscher Titel                                  | Originaltitel               | Erstausstrahlung USA | Deutschsprachige Erstveröffentlichung (D/A/CH) | Regie           | Drehbuch                       |
| ---------- | --------- | ------------------------------------------------ | --------------------------- | -------------------- | ---------------------------------------------- | --------------- | ------------------------------ |
| 17         | 1         | Im Exil                                          | Slowly Slowly Catchy Monkey | 12. Apr. 2020        | 24. Apr. 2020                                  | Terry McDonough | Suzanne Heathcote              |
| 18         | 2         | Management nervt                                 | Management Sucks            | 19. Apr. 2020        | 1. Mai 2020                                    | Terry McDonough | Anna Jordan                    |
| 19         | 3         | Neue Allianzen                                   | Meetings Have Biscuits      | 26. Apr. 2020        | 8. Mai 2020                                    | Miranda Bowen   | Laura Neal                     |
| 20         | 4         | Kreide                                           | Still Got It                | 3. Mai 2020          | 15. Mai 2020                                   | Miranda Bowen   | Elinor Cook                    |
| 21         | 5         | Mütterchen Russland                              | Are You From Pinner         | 10. Mai 2020         | 22. Mai 2020                                   | Shannon Murphy  | Suzanne Heathcote              |
| 22         | 6         | Das ist Bullshit                                 | End of Game                 | 17. Mai 2020         | 29. Mai 2020                                   | Shannon Murphy  | Krissie Ducker                 |
| 23         | 7         | Er schreit förmlich danach, umgebracht zu werden | Beautiful Monster           | 24. Mai 2020         | 5. Juni 2020                                   | Damon Thomas    | Laura Neal                     |
| 24         | 8         | Tanztee                                          | Are You Leading or Am I?    | 31. Mai 2020         | 12. Juni 2020                                  | Damon Thomas    | Suzanne Heathcote & Laura Neal |

## Staffel 4
Die Erstausstrahlung der vierten Staffel war zwischen dem 27. Februar und dem 10. April 2022 auf dem US-amerikanischen Sender BBC America zu sehen. Die deutschsprachige Erstausstrahlung wurde zwischen dem 28. März und 25. April 2022 auf Starzplay per Stream veröffentlicht.
| Nr. (ges.) | Nr. (St.) | Deutscher Titel                           | Originaltitel                | Erstausstrahlung USA | Deutschsprachige Erstveröffentlichung (D/A/CH) | Regie          | Drehbuch                      |
| ---------- | --------- | ----------------------------------------- | ---------------------------- | -------------------- | ---------------------------------------------- | -------------- | ----------------------------- |
| 25         | 1         | Tauch mich einfach ein                    | Just Dunk Me                 | 27. Feb. 2022        | 28. März 2022                                  | Stella Corradi | Laura Neal                    |
| 26         | 2         | Nicht fressen lassen                      | Don’t Get Eaten              | 6. März 2022         | 28. März 2022                                  | Stella Corradi | Laura Neal                    |
| 27         | 3         | Ein Regenbogen in beigen Stiefeln         | A Rainbow in Beige Boots     | 13. März 2022        | 28. März 2022                                  | Anu Menon      | Kayleigh Llewellyn            |
| 28         | 4         | Es ist eine Qual und ich bin ausgehungert | It’s Agony and I’m Ravenous  | 20. März 2022        | 28. März 2022                                  | Anu Menon      | Kayleigh Llewellyn            |
| 29         | 5         | Werd' nicht gleich anhänglich             | Don't Get Attached           | 27. März 2022        | 4. Apr. 2022                                   | Emily Atef     | Laura Neal und Georgia Lester |
| 30         | 6         | Ich bin die Gewinnerin                    | Oh Goodie, I'm The Winner    | 3. Apr. 2022         | 11. Apr. 2022                                  | Emily Atef     | Kayleigh Llewellyn            |
| 31         | 7         | Tote Dinge schön aussehen lassen          | Making Dead Things Look Nice | 10. Apr. 2022        | 18. Apr. 2022                                  | Stella Corradi | Sarah Simmonds                |
| 32         | 8         | Hallo, ihr Verlierer                      | Hello, Losers                | 10. Apr. 2022        | 25. Apr. 2022                                  | Stella Corradi | Laura Neal                    |